# Arbiblatta haffidi
Arbiblatta haffidi är en kackerlacksart som först beskrevs av Bolivar 1908.  Arbiblatta haffidi ingår i släktet Arbiblatta och familjen småkackerlackor.
Artens utbredningsområde är Marocko. Inga underarter finns listade i Catalogue of Life.